# Seilbahnunfall am Monte Mottarone
Beim Seilbahnunfall am Monte Mottarone stürzte am 23. Mai 2021, einem Pfingstsonntag, nach dem Riss eines Zugseils und dem anschließenden Versagen der Fangbremse die Kabine Nr. 3 der Seilbahn Stresa–Monte Mottarone ab. 14 Menschen starben bei diesem Unglück.

## Ausgangslage
Das Eigentum an der von Piemonte Funivie hergestellten und 1970 in Betrieb genommenen Seilbahn Stresa–Monte Mottarone ist zwischen der Gemeinde Stresa und der Region Piemont umstritten. Betreiberin ist die privatrechtlich strukturierte Ferrovie del Mottarone srl.
2014 bis 2016 wurden unter anderem Antrieb, Steuerung und Transformatoren durch das Südtiroler Seilbahnbauunternehmen Leitner AG im Wert von etwa 4 Mio. € ausgetauscht. Am 13. oder 14. August 2016 wurde die Seilbahn anschließend wieder in Betrieb genommen. Im November 2020 wurden die Trag- und Zugseile turnusgemäß einer magnetinduktiven Prüfung, die Tragseilbremsen zuletzt am 1. Dezember 2020 durch die Firma Leitner einer Funktionsprüfung unterzogen. Die Tragseilbremse dient dazu, bei Ausfall des Zugseils die Kabine mit zwei Bremsbacken am Tragseil festzuklammern.
Nach dem Stillstand der Seilbahn aufgrund der COVID-19-Pandemie wurde der Betrieb am 26. April 2021 wieder aufgenommen. Am Unfalltag wurde der Betrieb wieder aufgenommen, obwohl es an diesem Morgen ein Problem mit der Tragseilbremse der Kabine 3 gab. Nach Berichten soll es diese Probleme schon länger gegeben haben. Den Mangel zu beheben hätte eine längere Unterbrechung des Betriebs erfordert. Um die Anlage betreiben zu können, wurde die Tragseilbremse an dieser Kabine absichtlich außer Funktion gesetzt. Das geschah mit zwei Klammern, die die Bremsbacken der Tragseilbremse in jedem Fall gegen ein Zusammenpressen sperrten. Diese Klammern dürfen gemäß den Vorschriften ausschließlich bei Wartungsarbeiten und Prüffahrten eingesetzt werden, nicht aber im Normalbetrieb mit Fahrgästen. Am 30. April wurde die Hydraulik der Tragseilbremsen zuletzt gewartet; zu diesem Zeitpunkt waren der Wartungsfirma laut eigenen Angaben keine Probleme mit dem System bekannt. Am Tag vor dem Absturz war die Firma Leitner zum letzten Mal an der Bahn tätig, um eine abgenutzte Seilrolle an einer Stütze zu ersetzen. Laut Medienberichten bestehen zwischen der Seilbahnbetreiberfirma und dem Wartungsunternehmen Leitner über gegenseitige Kapitalbeteiligungen weit engere geschäftliche Beziehungen als in der Branche üblich.
Die von dem Unfall betroffene Kabine hatte eine maximal zulässige Kapazität von 40 Personen, die wegen der COVID-19-Pandemie aktuell auf 15 Personen reduziert worden war. Bei dem Unfall befanden sich 15 Fahrgäste an Bord. Die Kabine befuhr das südliche Tragseil der oberen Sektion der Anlage bergwärts.

## Unfallhergang
Die Kabine befand sich gegen 11:45 Uhr – bereits in stark verlangsamter Fahrt – nur noch wenige Meter von der Bergstation entfernt, als das seit 1998 in Gebrauch befindliche bergseitige Zugseil oberhalb der Kabine riss, die Ursache ist bisher nicht bekannt. Die in einem solchen Fall automatisch erfolgende Zwangsbremsung mit der Tragseilbremse wurde durch die Klammern verhindert. Die Kabine setzte sich daher mit zunehmender Geschwindigkeit und ungebremst, zusätzlich durch das Gewicht des an der Talseite der Gondel befestigten Gegenseilstranges beschleunigt, wieder talwärts in Bewegung. Die Kabine erreichte bei der unkontrollierten Talfahrt eine Geschwindigkeit von bis zu 120 km/h, bevor sie an der etwa 400 Meter entfernten Stütze 3 vom Tragseil sprang und aus etwa 25 Metern Höhe zu Boden stürzte. Dort rutschte sie noch mehrere dutzend Meter den Hang hinunter, bevor sie an einigen Bäumen hängen blieb.
Zwei an der Bergstation befindliche Überwachungskameras nahmen auf, wie das Zugseil riss und die Gondel heftig zurückschnellte, wobei alle Passagiere zu Boden stürzten. Eine der beiden Kameras nahm zudem auf, wie die heftig schwankende Gondel in Richtung Tal beschleunigte, beim Passieren der Stütze 3 vom Tragseil geschleudert wurde und abstürzte, bevor sie aus dem Blickfeld der Kamera verschwand. Vom Reißen des Seils bis zum Verschwinden der Kabine aus dem Kamera-Erfassungsbereich vergingen etwa 14 Sekunden.
Die andere Kabine der oberen Seilbahnsektion, die talwärts auf dem nördlichen Tragseil unterwegs war, kam durch die korrekt arbeitende Tragseilbremse wenige Meter vor der Mittelstation (Alpino) zum Stehen, die Fahrgäste wurden nach dem Unfall abgeseilt.

## Folgen

### Opfer
13 Menschen starben noch an der Absturzstelle. Zwei Kinder wurden schwer verletzt in ein Krankenhaus gebracht, eines starb dort später an seinen Verletzungen. Der überlebende, fünfjährige Junge mit israelischer Staatsbürgerschaft verlor bei dem Absturz seine Eltern, seine Urgroßeltern und seinen kleinen Bruder. Acht Todesopfer waren italienische, fünf israelische und eines ein iranischer Staatsbürger.

### Ermittlungen
Am Morgen des 26. Mai 2021 wurden drei Bedienstete der Betreibergesellschaft verhaftet. Der Vorwurf der Staatsanwaltschaft lautete, dass ihnen das rechtswidrige, absichtliche Blockieren der Tragseilbremse bei Wiederaufnahme des Betriebs nach der Unterbrechung durch die Covid-19-Pandemie bekannt war und sie das Risiko bewusst in Kauf nahmen. Der technische Direktor ist langjähriger Mitarbeiter der Firma Leitner AG, der nebenberuflich als technischer Leiter bei der Seilbahn arbeitete. Am 29. Mai 2021 hob eine Richterin die Untersuchungshaft gegen den Chef der Betreiberfirma und deren technischen Direktor auf und wandelte sie beim Betriebsleiter in einen Hausarrest um. Laut Gerichtsbeschluss liegen sowohl gegen den Besitzer als auch den technischen Direktor nur geringe Verdachtsmomente vor. Sie bestreiten, etwas vom Einsatz der Klammer gewusst zu haben.
Einige Tage nach dem Unfall legte ein Hobbyfilmer, der früher in der Seilbahnbranche arbeitete, dem ZDF private Videoaufnahmen vor. Die Aufnahmen aus den Jahren 2014 und 2018 zeigten die mit Fahrgästen besetzte, fahrende Kabine 3 der Mottaronebahn mit Klammern auf den Tragseilbremsen. Auch diese Aufnahmen werden von der italienischen Staatsanwaltschaft ausgewertet.
Die „La Stampa“ veröffentlichte am 4. Juni 2021 ein Bild, das die trotz diverser Covid-19-Beschränkungen nahezu vollbesetzte Kabine Nr. 4 am 9. Mai 2021 mit zwei roten Klammern auf den Tragseilbremsen wenige Meter vor der Bergstation der oberen Sektion zeigt.
Am 27. September 2021 begannen die Arbeiten zur Bergung der abgestürzten Seilbahnkabine. Am 8. November 2021 wurde das teilweise zerlegte Wrack in Teilen vom Unfallort in einer Seilbergung mit einem Helikopter und weiter per Lkw mit Tieflade-Sattelauflieger talwärts verfrachtet. Die Transporteinheit „Gondeltraggerüst“ war dabei weiß verhüllt, um es vor Bewetterung und Verschmutzung zu schützen.
Ebenfalls wurde ein Stück des bergseitigen Zugseils der Seilbahn mit einem Elektronenmikroskop untersucht, um herauszufinden, warum das aus 114 Stahldrähten bestehende Zugseil gerissen ist. Die Frist zur Abgabe des Gutachtens, das zunächst für den 30. Juni 2022 erwartet worden war, wurde auf Antrag der Experten vom Gericht verlängert. Es ging am 16. September 2022 beim Gericht in Verbania ein. Demnach wiesen 68 % der Litzen des Zugseiles Abnutzungs- und Rostschäden auf. Bei einer korrekt durchgeführten Untersuchung, die alle 30 Tage vorgeschrieben ist, wären diese Seilfehler aufgefallen. Das Endstück des bergseitigen Zugseils, das mit einem Vergusskopf an der Kabine befestigt und deswegen schwer zu kontrollieren ist, hätte bei ersten Anzeichen von Seilfehlern neu vergossen werden müssen. Es gab jedoch keine Nachweise über durchgeführte Untersuchungen in den letzten Monaten seit Februar 2020. Weiterhin war bei allen zwischen dem 8. und dem 23. Mai 2021 aufgezeichneten 329 Fahrten der Unfallkabine 3 die Klammer eingesetzt, um die Fangbremse zu überbrücken. Bei der Kabine 4 war dies bei 223 Fahrten der Fall.
Am 19. Mai 2023 hat die Staatsanwaltschaft Verbania den Abschluss ihrer Untersuchungen bekanntgegeben; es wird gegen 6 Personen ein Verfahren angestrebt, davon drei von der Betreiberfirma der Seilbahn und drei Personen des Unternehmens Leitner, das über einen Wartungsvertrag Verantwortung für die Sicherheit der Bahn übernommen hatte. Der Betreiberfirma wird vorgeworfen, vorgeschriebene Kontrollen nicht durchgeführt zu haben und darüber hinaus Aufzeichnungen über nicht stattgefundene Kontrollen angefertigt zu haben; der Firma Leitner wird vorgehalten, nicht die notwendige Sorgfalt bei der an sie übertragenen Aufsicht über die Wartungs- und Kontrollvorgänge ausgeübt zu haben.
Am 17. Januar 2024 wurde bekannt, dass die Firma Leitner AG den Familien der Opfer eine Entschädigung gezahlt hat, nachdem diese ihre Rechte im Zivilverfahren an die Leitner AG, die sich als Opfer sieht, übertragen hatten. Laut Leitner war die „Schadensabdeckung durch die Versicherung der Betriebsgesellschaft dürftig.“
Am 2. Mai 2024 wurde die bis dahin beschlagnahmte Seilbahnanlage auf Veranlassung des Gerichtes in Verbania freigegeben. Dies geschah auf Antrag der Stadt Stresa, welche die Anlage bis 2025 komplett neu errichten will.
Am 18. Juni 2024 fand die Voruntersuchung („Udienza perliminare“) im Rahmen des Gerichtsverfahrens statt. Hierbei gab die Staatsanwaltschaft Verbania bekannt, dass sie gegen folgende Personen das Hauptverfahren eröffnen wird: Luigi Nerini, den Inhaber der Seilbahngesellschaft, Enrico Perocchio, den Betriebsleiter, Gabriele Tadini, den Cheftechniker, Martin Leitner, den Vizepräsidenten der Leitner AG, sowie Peter Rabanser, den Kundendienstleiter der Leitner AG. Weiterhin wird die Staatsanwalt auch Anklage gegen die Seilbahngesellschaft selbst und die Leitner AG erheben. Das Verfahren gegen Anton Seeber, den Präsidenten der Leitner AG, soll hingegen eingestellt werden, da der Bereich Seilbahnen nicht zu dem ihm übertragenen Aufgabengebiet gehörte. Ein Antrag des Betriebsleiters auf einen Vergleich lehnte die Staatsanwaltschaft ab.
Die Staatsanwaltschaft betonte, dass das Unglück nicht nur auf individuelles Fehlverhalten einzelner zurückzuführen ist, sondern ein Konglomerat von Versäumnissen, Fahrlässigkeit und Oberflächlichkeit die Bedingungen geschaffen habe, unter denen der Unfall möglich wurde.

### Verlegung eines Radrennens
Am 28. Mai 2021 sollte die 19. Etappe des Giro d’Italia über den Monte Mottarone führen. Nach dem Seilbahnunfall wurde eine Alternativroute festgelegt.

### Skandal über die Veröffentlichung des Unfallvideos
Videoaufnahmen der Überwachungskameras, die ursprünglich nur der Staatsanwaltschaft vorlagen, gelangten an die Öffentlichkeit und wurden drei Wochen nach dem Unglück vom Nachrichtenprogramm TG3 des dritten öffentlich-rechtlichen Senders Rai 3 ausgestrahlt. Andere italienische Medien verbreiteten die Aufnahmen weiter. Dies führte zu heftiger Kritik von verschiedenen Seiten. Die Staatsanwaltschaft bezeichnete die Veröffentlichung als absolut unangebracht. Das Leiden der Opferfamilien müsse nicht durch Aktionen wie diese verstärkt werden. Der Präsident der Rai protestierte öffentlich gegen die Entscheidung seiner Programmdirektoren. Auch verschiedene Politiker meldeten sich in ähnlicher Weise zu Wort.

## Frühere Zwischenfälle
Am 12. Juli 2001 gab es bei der Seilbahn bereits einen Zwischenfall, bei dem das Zugseil über das Tragseil geschlagen war (Seilüberwurf). Die 40 Passagiere mussten abgeseilt werden.